# Mzimba
Mzimba ist eine 1.400 Meter hoch gelegene Stadt mit 26.096 Einwohnern (Volkszählung 2018) in der Northern Region von Malawi. Sie liegt an der Straße Lilongwe–Mzuzu und ist Hauptstadt des gleichnamigen Distriktes, der eine Fläche von 10.430 km² und 610.944 Einwohner hat.
Mzimba war einst ein Zentrum der Ngoni, verlor aber seit 1940 ständig an Bedeutung. Ein Teil der Ngoni war vor den brutalen Kriegen des Zuluhäuptlings Shaka (1787–1828) bis hierhin geflohen. Mzimba war vor Beendigung der Bergwerksmigration in die Republik Südafrika in den 1980er Jahren ein Rekrutierungsschwerpunkt für Gastarbeiter dorthin. Diese Kontakte halten bis heute und schlagen sich vor allem im Warenangebot nieder.
Vor allem im Westen des Mzimba-Distriktes ist der Ausbildungsgrad der Menschen höher als im Rest von Malawi. Der Distrikt verzeichnet kontinuierlich hohe wirtschaftliche Wachstumsraten. Mzimba ist das Zentrum der informellen Wirtschaft Malawis.
Der Distrikt ist der größte in Malawi und im Wesentlichen eine Hochebene auf etwa 1200 Metern über dem Meeresspiegel, aus der die von Süden nach Norden verlaufende Kette der Viphya Mountains ragt, zu denen von Süd nach Nord der Champhila mit 1820 Metern, der Kamwe mit 1809 Metern, der Chikangawa mit 1906 Metern und der Mphamphala mit 1954 Metern am höchsten ragen. Der Viphya-Wald gilt als der größte von Menschen je gepflanzte. Die Holzwirtschaft nimmt daher eine zentrale Stellung in diesem Distrikt ein. Im Norden des Distriktes liegt das Wildschutzgebiet Vwaza Marsh Game Reserve, welches mit dem Nachbardistrikt Rumphi geteilt wird. Eine wichtige Stadt des Distriktes neben Mzimba ist Ekwendeni. Der Distrikt selbst ist stark agrarisch geprägt und lebt vom Anbau von Mais, Tabak und Baumwolle.
Mzimba verfügt über ein Flugfeld, gute Grund- und Sekundarschulen, ein Krankenhaus und ist an das nationale Stromnetz angeschlossen.